# 東邦電力の発電所一覧
東邦電力の発電所一覧（とうほうでんりょくのはつでんしょいちらん）
本項目は、1921年（大正10年）から1942年（昭和17年）にかけて存在した大手電力会社東邦電力株式会社（旧・関西電気）が運転した発電所（水力発電所・火力発電所）について一覧表にまとめたものである。

## 凡例
- 発電所ごとに発電所出力、所在地（水力発電所の場合は河川名も追加）、運転開始年月を一覧表にまとめた。
- 発電所名に「*」を付したものは、東邦電力の手で廃止された発電所を意味する。
- 表中の発電所出力の単位はすべてキロワット (kW) である。
- 表中、発電所出力の変遷は東邦電力時代のもの以外は省略している。一方で運転開始時期・廃止時期については東邦電力時代の事柄でなくても参考として付記している。
- 表は県別に整理している。
- 最後に#発電所に関する年表をまとめた。備考欄に発電所の「前所有者」が記載されている場合、東邦電力の手に渡った時期はここと対照されたい。

## 中部地方
中部地方では、愛知県・静岡県・岐阜県・三重県にて発電所を運転した。

### 愛知県所在
| 水力発電所         | 水力発電所    | 水力発電所                                                      | 水力発電所                             | 水力発電所     | 水力発電所                                                              |
| 発電所名           | 出力          | 所在地・河川名                                                  | 所在地・河川名                         | 運転開始       | 備考                                                                    |
| ------------------ | ------------- | --------------------------------------------------------------- | -------------------------------------- | -------------- | ----------------------------------------------------------------------- |
| 玉野               | 500           | 東春日井郡高蔵寺町（現・春日井市） （河川名：庄内川〈玉野川〉） | 北緯35度16分1.2秒 東経137度4分19.2秒   | （1921年8月）  | 前所有者：愛岐電気興業 現・中電玉野発電所                               |
| 小渡               | 20            | 東加茂郡旭村（現・豊田市） （河川名：矢作川水系介木川）         |                                        | （1920年4月）  | 前所有者：旭電気 （1959年8月廃止）                                      |
| 万根               | 74            | 東加茂郡旭村（現・豊田市） （河川名：矢作川水系阿摺川）         |                                        | （1926年10月） | 前所有者：介木電灯 （1967年6月廃止）                                    |
| 北篠平             | 52 →50        | 西加茂郡小原村（現・豊田市） （河川名：矢作川水系犬伏川）       |                                        | （1922年9月）  | 前所有者：小原電灯 1938年9月出力変更 （1959年8月廃止）                  |
| 小原               | 325           | 西加茂郡小原村（現・豊田市） （河川名：矢作川水系田代川）       | 北緯35度12分5.3秒 東経137度17分56.8秒  | （1902年9月）  | 前所有者：中部電力（岡崎） 1942年4月日本発送電へ出資 現・中電川下発電所 |
| 百月               | 5,380         | 西加茂郡小原村（現・豊田市） （河川名：矢作川）                 | 北緯35度11分55秒 東経137度17分2.5秒    | （1926年3月）  | 前所有者：中部電力（岡崎） 1942年4月日本発送電へ出資 現・中電百月発電所 |
| 阿摺               | 4,000         | 東加茂郡阿摺村（現・豊田市） （河川名：矢作川）                 | 北緯35度9分57.2秒 東経137度15分16.7秒  | （1934年11月） | 前所有者：中部電力（岡崎） 1942年4月日本発送電へ出資 現・中電阿摺発電所 |
| 巴川               | 750           | 東加茂郡盛岡村（現・豊田市） （河川名：矢作川水系巴川）         | 北緯35度6分19.5秒 東経137度19分8秒     | （1908年2月）  | 前所有者：名古屋電灯 現・中電盛岡発電所                                 |
| 東大見             | 500           | 東加茂郡賀茂村（現・豊田市） （河川名：矢作川水系神越川）       | 北緯35度6分56.5秒 東経137度20分8.5秒   | （1911年3月）  | 前所有者：中部電力（岡崎） 現・中電東大見発電所                         |
| 賀茂               | 450 →530      | 東加茂郡賀茂村（現・豊田市） （河川名：矢作川水系神越川ほか）   | 北緯35度7分1.5秒 東経137度19分10.5秒   | （1914年6月）  | 前所有者：中部電力（岡崎） 1938年9月出力変更 現・中電賀茂発電所         |
| 足助               | 1,565 →2,000  | 東加茂郡足助町（現・豊田市） （河川名：矢作川水系巴川）         | 北緯35度7分57秒 東経137度18分29.5秒    | （1919年10月） | 前所有者：中部電力（岡崎） 1942年1月出力変更 現・中電足助発電所         |
| 岩津               | 125           | 額田郡岩津町（現・岡崎市） （河川名：矢作川水系郡界川）         | 北緯35度2分19秒 東経137度14分14.2秒    | （1897年7月）  | 前所有者：中部電力（岡崎） 現・中電岩津発電所                           |
| 乙川               | 25            | 額田郡河合村（現・岡崎市） （河川名：矢作川水系乙川）           |                                        | （1916年12月） | 前所有者：乙川電力 （1952年4月廃止）                                    |
| 布里               | 500 →710      | 南設楽郡鳳来寺村（現・新城市） （河川名：豊川〈寒狭川〉）       | 北緯34度58分50.8秒 東経137度32分9秒    | （1919年7月）  | 前所有者：豊橋電気 1942年1月出力変更 現・中電布里発電所                 |
| 横川               | 800           | 南設楽郡長篠村（現・新城市） （河川名：豊川〈寒狭川〉）         | 北緯34度57分19.5秒 東経137度32分53.8秒 | 1922年2月      | 現・中電横川発電所                                                      |
| 長篠               | 750           | 南設楽郡長篠村（現・新城市） （河川名：豊川〈寒狭川〉）         | 北緯34度56分23秒 東経137度32分59秒     | （1912年3月）  | 前所有者：豊橋電気 現・中電長篠発電所                                   |
| 豊根               | 3,450         | 北設楽郡豊根村 （河川名：天竜川水系大入川）                     | 北緯35度8分4.9秒 東経137度47分23.9秒   | （1918年1月）  | 前所有者：天竜川水力電気 1942年4月日本発送電へ出資 （1972年2月廃止）    |
| 火力発電所         |               |                                                                 |                                        |                |                                                                         |
| 発電所名           | 出力          | 所在地                                                          | 所在地                                 | 運転開始       | 備考                                                                    |
| 熱田               | 10,000        | 名古屋市熱田区熱田東町                                          | 北緯35度7分25.0秒 東経136度54分56.0秒  | （1915年9月）  | 前所有者：名古屋電灯 （1944年3月廃止）                                  |
| 名古屋             | 129,000       | 名古屋市港区大江町                                              | 北緯35度5分26.0秒 東経136度53分32.0秒  | 1925年11月     | 出力は1937年12月以降のもの 1939年4月日本発送電へ出資 （1964年4月廃止）  |
| *東洋紡績 知多工場 | 1,000         | 知多郡半田町（現・半田市）                                      |                                        | （不詳）       | 1938年6月廃止                                                           |
| 大浜               | 10,000 →6,000 | 碧海郡大浜町（現・碧南市）                                      | 北緯34度52分56.5秒 東経136度59分0.5秒  | （1924年2月）  | 前所有者：中部電力（岡崎） 1940年出力変更 （1951年12月廃止）            |
| 篠島               | 17            | 知多郡篠島村（現・南知多町）                                    |                                        | （1918年12月） | 前所有者：篠島電気 （1955年6月廃止）                                    |
| 日間賀島           | 15            | 知多郡日間賀島村（現・南知多町）                                |                                        | （1930年2月）  | 前所有者：知多湾電気 （1949年2月廃止）                                  |
| 佐久島             | 10            | 幡豆郡佐久島村（現・西尾市）                                    |                                        | （1928年10月） | 前所有者：知多湾電気 （1955年6月廃止）                                  |

上記のうち布里・横川・長篠・豊根の4発電所は、1930年8月に東邦電力から中部電力（岡崎）へ譲渡されている（1937年8月合併により復帰）。

### 静岡県所在
| 水力発電所 | 水力発電所 | 水力発電所                                              | 水力発電所                          | 水力発電所     | 水力発電所                                                              |
| 発電所名   | 出力       | 所在地・河川名                                          | 所在地・河川名                      | 運転開始       | 備考                                                                    |
| ---------- | ---------- | ------------------------------------------------------- | ----------------------------------- | -------------- | ----------------------------------------------------------------------- |
| 西渡       | 2,400      | 磐田郡山香村（現・浜松市） （天竜川水系水窪川）         | 北緯35度5分4秒 東経137度50分21秒    | （1928年2月）  | 前所有者：中部電力（岡崎） 1942年4月日本発送電へ出資 現・中電西渡発電所 |
| 土場       | 275        | 磐田郡山香村（現・浜松市） （河川名：天竜川水系水窪川） |                                     | 1938年3月      | 1942年4月日本発送電へ出資 （1948年7月廃止）                             |
| 豊岡       | 8,130      | 周智郡気多村（現・浜松市） （河川名：天竜川水系気田川） | 北緯35度2分40秒 東経137度55分38.5秒 | 1938年2月      | 1942年4月日本発送電へ出資 現・中電豊岡発電所                            |
| 気田       | 2,440      | 周智郡気多村（現・浜松市） （河川名：天竜川水系気田川） | 北緯35度0分31.5秒 東経137度54分32秒 | （1929年6月）  | 前所有者：中部電力（岡崎） 1942年4月日本発送電へ出資 現・中電気田発電所 |
| 鎮玉       | 78         | 引佐郡鎮玉村（現・浜松市） （河川名：都田川）           |                                     | （1923年11月） | 前所有者：引佐電力 1926年11月都田水電へ譲渡                             |
| 都田       | 152        | 引佐郡都田村（現・浜松市） （河川名：都田川）           |                                     | （1923年11月） | 前所有者：引佐電力 1926年11月都田水電へ譲渡                             |

### 岐阜県所在
| 水力発電所           | 水力発電所             | 水力発電所                                                  | 水力発電所                             | 水力発電所     | 水力発電所                                                                                      |
| 発電所名             | 出力                   | 所在地・河川名                                              | 所在地・河川名                         | 運転開始       | 備考                                                                                            |
| -------------------- | ---------------------- | ----------------------------------------------------------- | -------------------------------------- | -------------- | ----------------------------------------------------------------------------------------------- |
| 明知川               | 1,000 →1,510           | 恵那郡串原村（現・恵那市） （河川名：矢作川水系明智川ほか） | 北緯35度15分11.5秒 東経137度23分12秒   | （1935年7月）  | 前所有者：中部電力（岡崎） 1942年4月日本発送電へ出資 現・中電明知川発電所                       |
| *三濃                | 45                     | 恵那郡三濃村（現・恵那市） （河川名：矢作川水系明智川）     |                                        | （1921年4月）  | 前所有者：三濃電気 1941年1月廃止                                                                |
| 八百津 および 放水口 | 8,700 →10,800          | 加茂郡八百津町 （河川名：木曽川）                           | 北緯35度28分20.6秒 東経137度9分41.0秒  | （1911年11月） | 前所有者：名古屋電灯 1924年9月出力増強工事竣工 1941年10月日本発送電へ出資 （1974年11月廃止）    |
| 下原                 | 22,000                 | 益田郡下原村（現・下呂市） （河川名：木曽川水系飛騨川）     | 北緯35度41分24秒 東経137度10分19秒     | 1938年12月     | 1941年10月日本発送電へ出資 現・中電下原発電所                                                   |
| 金山                 | 6,400                  | 益田郡下原村（現・下呂市） （河川名：木曽川水系飛騨川）     | 北緯35度39分41.5秒 東経137度9分45秒    | （1929年10月） | 前所有者：第二岐阜電力 1941年10月日本発送電へ出資 現・中電大船渡発電所                          |
| 七宗                 | 5,650 →6,150           | 加茂郡西白川村（現・白川町） （河川名：木曽川水系飛騨川）   | 北緯35度38分41.5秒 東経137度11分3秒    | （1925年11月） | 前所有者：岐阜電力 1941年10月日本発送電へ出資 現・中電七宗発電所                                |
| 名倉                 | 19,700 →22,200         | 加茂郡西白川村（現・白川町） （河川名：木曽川水系飛騨川）   | 北緯35度34分54秒 東経137度11分2秒      | 1936年11月     | 1941年10月日本発送電へ出資 現・中電名倉発電所                                                   |
| 上麻生               | 23,200 →24,300 →27,000 | 武儀郡上麻生村（現・七宗町） （河川名：木曽川水系飛騨川）   | 北緯35度32分23.5秒 東経137度7分30秒    | 1926年11月     | 1934年3月24,300kWへ変更 1941年7月27,000kWへ変更 1941年10月日本発送電へ出資 現・中電上麻生発電所 |
| 川辺                 | 26,500 →30,000         | 加茂郡川辺町 （河川名：木曽川水系飛騨川）                   | 北緯35度28分47秒 東経137度4分1秒       | 1937年12月     | 1941年10月日本発送電へ出資 現・中電川辺発電所                                                   |
| 和良川               | 25                     | 郡上郡和良村（現・郡上市） （河川名：木曽川水系和良川）     |                                        | （1920年9月）  | 前所有者：和良水力電気 （1956年3月廃止）                                                        |
| *佐見川第一          | 80                     | 加茂郡西白川村（現・白川町） （河川名：木曽川水系佐見川）   |                                        | （1916年10月） | 前所有者：濃飛電力 1941年1月廃止                                                                |
| 佐見川第二           | 260                    | 加茂郡西白川村（現・白川町） （河川名：木曽川水系佐見川）   | 北緯35度38分56.5秒 東経137度11分31秒   | （1929年1月）  | 前所有者：濃飛電力 現・中電佐見川発電所                                                         |
| 神淵川               | 160                    | 武儀郡上麻生村（現・七宗町） （河川名：木曽川水系神淵川）   |                                        | （1920年8月）  | 前所有者：尾北電気 （1969年3月廃止）                                                            |
| *美佐野              | 35                     | 可児郡上之郷村（現・御嵩町） （河川名：木曽川水系可児川）   |                                        | （1913年4月）  | 前所有者：尾北電気 1935年7月廃止                                                                |
| 牛道川               | 216                    | 郡上郡牛道村（現・郡上市） （河川名：木曽川水系牛道川）     |                                        | （1926年8月）  | 前所有者：白鳥電気 （1957年7月廃止）                                                            |
| 上山                 | 50                     | 郡上郡白鳥町（現・郡上市） （河川名：木曽川水系上保川）     |                                        | （1920年3月）  | 前所有者：白鳥電気 （1955年11月廃止）                                                           |
| *八幡                | 120                    | 郡上郡八幡町（現・郡上市） （河川名：木曽川水系吉田川）     |                                        | （1907年2月）  | 前所有者：八幡水力電気 1935年5月廃止                                                            |
| 長良川               | 4,200                  | 武儀郡洲原村（現・美濃市） （河川名：木曽川水系長良川）     | 北緯35度34分23.5秒 東経136度55分46秒   | （1910年3月）  | 前所有者：名古屋電灯 現・中電長良川発電所                                                       |
| 白谷                 | 1,500 →1,235           | 武儀郡板取村（現・関市） （河川名：木曽川水系板取川）       | 北緯35度39分41秒 東経136度49分6.5秒    | （1919年10月） | 前所有者：美濃電化肥料 現・中電白谷発電所                                                       |
| 洞戸                 | 10,600                 | 武儀郡洞戸村（現・関市） （河川名：木曽川水系板取川）       | 北緯35度36分21秒 東経136度50分7秒      | 1940年7月      | 1942年4月日本発送電へ出資 現・中電洞戸発電所                                                    |
| *抜戸                | 113                    | 武儀郡美濃町（現・美濃市） （河川名：木曽川水系板取川）     |                                        | （1910年12月） | 前所有者：板取川電気 1935年6月廃止                                                              |
| 井ノ面               | 300                    | 武儀郡美濃町（現・美濃市） （河川名：木曽川水系板取川）     | 北緯35度33分36秒 東経136度54分42.5秒   | （1914年1月）  | 前所有者：板取川電気 現・中電井ノ面発電所                                                       |
| 棚井                 | 35                     | 武儀郡上之保村（現・関市） （河川名：木曽川水系津保川）     |                                        | （1919年9月）  | 前所有者：上之保電気 （1955年5月廃止）                                                          |
| 松本                 | 15                     | 武儀郡上之保村（現・関市） （河川名：木曽川水系津保川）     |                                        | （1931年6月）  | 前所有者：上之保電気 （1955年5月廃止）                                                          |
| 氷坂                 | 50                     | 武儀郡下之保村（現・関市） （河川名：木曽川水系津保川）     |                                        | （1925年9月）  | 前所有者：氷坂電気 （1966年5月廃止）                                                            |
| 津保川               | 50                     | 武儀郡下之保村（現・関市） （河川名：木曽川水系津保川）     |                                        | （1930年6月）  | 前所有者：氷坂電気 （1958年3月廃止）                                                            |
| 富野                 | 20                     | 武儀郡富野村（現・関市） （河川名：木曽川水系津保川）       |                                        | （1922年8月）  | 前所有者：富野電気 （1950年2月廃止）                                                            |
| 根尾                 | 4,050 →4,500           | 本巣郡根尾村（現・本巣市） （河川名：木曽川水系根尾川）     | 北緯35度40分36秒 東経136度34分26.5秒   | （1923年3月）  | 前所有者：合同電気 1941年9月出力変更 現・中電根尾発電所                                         |
| 金原                 | 4,400 →5,900           | 本巣郡外山村（現・本巣市） （河川名：木曽川水系根尾川）     | 北緯35度34分30.5秒 東経136度38分22秒   | （1929年6月）  | 前所有者：合同電気 1942年4月日本発送電へ出資 現・中電金原発電所                                 |
| 小宮神               | 350 →600               | 揖斐郡春日村（現・揖斐川町） （河川名：木曽川水系粕川）     | 北緯35度27分59.0秒 東経136度27分44.2秒 | （1908年12月） | 前所有者：岐阜電気 現・中電小宮神発電所                                                         |
| 河合                 | 800                    | 揖斐郡春日村（現・揖斐川町） （河川名：木曽川水系粕川）     | 北緯35度28分4.3秒 東経136度27分27.7秒  | （1913年5月）  | 前所有者：岐阜電気 現・中電河合発電所                                                           |
| 春日                 | 1,800                  | 揖斐郡春日村（現・揖斐川町） （河川名：木曽川水系粕川）     | 北緯35度28分15.9秒 東経136度29分58.2秒 | （1920年1月）  | 前所有者：岐阜電気 現・中電春日発電所                                                           |
| 市場                 | 25                     | 揖斐郡小島村（現・揖斐川町） （河川名：木曽川水系粕川）     |                                        | （1923年4月）  | 前所有者：市場水力電気 （1955年2月廃止）                                                        |
| *時                  | 170                    | 養老郡時村（現・大垣市） （河川名：木曽川水系郁利谷）       |                                        | （1921年11月） | 前所有者：時水力電気 1936年6月廃止                                                              |
| 平瀬                 | 11,000                 | 大野郡白川村 （河川名：庄川水系大白川）                     | 北緯36度10分40.5秒 東経136度53分58秒   | （1926年11月） | 前所有者：合同電気 1941年10月日本発送電へ出資 現・関電平瀬発電所                                |
| 火力発電所           |                        |                                                             |                                        |                |                                                                                                 |
| 発電所名             | 出力                   | 所在地                                                      | 所在地                                 | 運転開始       | 備考                                                                                            |
| *日本毛織 岐阜工場   | 1,000                  | 岐阜市鶴田町                                                |                                        | （不詳）       | 1929年12月廃止                                                                                  |

上記発電所以外にも、中部電力（岡崎）より5か所の水力発電所（土岐川・小里川第一・小里川第二・小里川第三・小里川第四）を継承しているが、1年で中部合同電気へと譲渡している。詳細は中部電力（岡崎）#庄内川水系の発電所を参照。

### 三重県所在
| 水力発電所 | 水力発電所 | 水力発電所                                                | 水力発電所                             | 水力発電所     | 水力発電所                                                |
| 発電所名   | 出力       | 所在地・河川名                                            | 所在地・河川名                         | 運転開始       | 備考                                                      |
| ---------- | ---------- | --------------------------------------------------------- | -------------------------------------- | -------------- | --------------------------------------------------------- |
| 十社第一   | 25         | 員弁郡十社村（現・いなべ市） （河川名：員弁川水系悟入谷） |                                        | （1918年10月） | 前所有者：十社電気 （1951年10月廃止）                     |
| 十社第二   | 47         | 員弁郡十社村（現・いなべ市） （河川名：員弁川水系悟入谷） |                                        | （1925年11月） | 前所有者：十社電気 （1951年10月廃止）                     |
| 千草       | 350        | 三重郡千種村（現・菰野町） （河川名：朝明川）             | 北緯35度2分37秒 東経136度28分16.3秒    | （1907年4月）  | 前所有者：北勢電気 現・中電千草発電所                     |
| 竹原       | 700        | 一志郡竹原村（現・津市） （河川名：雲出川水系八手俣川）   | 北緯34度35分38秒 東経136度18分26.8秒   | 1923年1月      | 現・中電竹原発電所                                        |
| *八知      | 45         | 一志郡八知村（現・津市） （河川名：雲出川水系神河川）     |                                        | （1918年5月）  | 前所有者：北勢電気 1932年8月廃止                          |
| 宮前       | 832        | 飯南郡宮前村（現・松阪市） （河川名：櫛田川）             | 北緯34度25分27.7秒 東経136度19分28.8秒 | （1922年2月）  | 前所有者：合同電気 現・中電宮前発電所                     |
| 波多瀬     | 803 →800   | 多気郡五ヶ谷村（現・多気町） （河川名：櫛田川）           | 北緯34度28分41.5秒 東経136度25分37.5秒 | （1921年12月） | 前所有者：合同電気 1938年7月出力変更 現・中電波多瀬発電所 |
| 下出江     | 700        | 飯南郡茅広江村（現・多気町） （河川名：櫛田川）           | 北緯34度29分2.5秒 東経136度28分45.5秒  | （1922年3月）  | 前所有者：合同電気 現・中電下出江発電所                   |
| 鍬形       | 270        | 多気郡津田村（現・多気町） （河川名：櫛田川）             |                                        | （1906年10月） | 前所有者：合同電気 （1961年12月廃止）                     |
| 阿保       | 400        | 名賀郡種生村（現・伊賀市） （河川名：淀川水系川上川）     | 北緯34度39分15秒 東経136度11分14.3秒   | （1922年1月）  | 前所有者：合同電気 現・中電阿保発電所                     |
| 馬野川     | 90         | 阿山郡布引村（現・伊賀市） （河川名：淀川水系馬野川）     |                                        | （1919年1月）  | 前所有者：馬野川水電 （1958年3月廃止）                    |
| 新居       | 150        | 阿山郡新居村（現・伊賀市） （河川名：淀川水系長田川）     |                                        | （1904年2月）  | 前所有者：合同電気 （1955年2月廃止）                      |
| 比奈知     | 800        | 名賀郡比奈知村（現・名張市） （河川名：淀川水系比奈知川） |                                        | （1922年7月）  | 前所有者：合同電気 （1991年2月廃止）                      |
| 箕曲       | 700        | 名賀郡箕曲村（現・名張市） （河川名：淀川水系青蓮寺川）   |                                        | （1910年8月）  | 前所有者：合同電気 （1966年5月廃止）                      |
| 銚子川     | 120        | 北牟婁郡相賀町（現・紀北町） （河川名：銚子川）           |                                        | （1923年11月） | 前所有者：合同電気 （1963年8月廃止）                      |
| 火力発電所 |            |                                                           |                                        |                |                                                           |
| 発電所名   | 出力       | 所在地                                                    | 所在地                                 | 運転開始       | 備考                                                      |
| *北条      | 750        | 四日市市北条町                                            |                                        | （1907年9月）  | 前所有者：北勢電気 1937年3月廃止                          |
| *大井      | 1,500      | 三重郡日永村（現・四日市市）                              |                                        | （1913年1月）  | 前所有者：北勢電気 1938年12月廃止                         |
| 三重       | 7,700      | 津市大字古河                                              |                                        | （1923年7月）  | 前所有者：合同電気 （1944年3月廃止）                      |

上記のうち千草・竹原・八知・北条・大井の5発電所は、1930年3月に東邦電力から合同電気へ譲渡されている（1937年3月合併により復帰）。

## 関西地方
関西地方では、奈良県・京都府・和歌山県・兵庫県（淡路島）にて発電所を運転した。

### 奈良県所在
| 水力発電所 | 水力発電所 | 水力発電所                                              | 水力発電所                          | 水力発電所     | 水力発電所                                                     |
| 発電所名   | 出力       | 所在地・河川名                                          | 所在地・河川名                      | 運転開始       | 備考                                                           |
| ---------- | ---------- | ------------------------------------------------------- | ----------------------------------- | -------------- | -------------------------------------------------------------- |
| 室生       | 195.7 →190 | 宇陀郡三本松村（現・宇陀市） （河川名：淀川水系室生川） | 北緯34度33分40.5秒 東経136度1分12秒 | （1920年8月）  | 前所有者：関西水力電気 1938年8月出力変更 現・関電室生発電所    |
| 白砂       | 200 →470   | 添上郡狭川村（現・奈良市） （河川名：淀川水系白砂川）   |                                     | （1907年9月）  | 前所有者：関西水力電気 1922年約1km下流へ移設 （1967年1月廃止） |
| *初瀬      | 200        | 磯城郡初瀬町（現・桜井市） （河川名：大和川〈初瀬川〉） |                                     | （1910年11月） | 前所有者：関西水力電気 1932年11月廃止                          |
| 火力発電所 |            |                                                         |                                     |                |                                                                |
| 発電所名   | 出力       | 所在地                                                  | 所在地                              | 運転開始       | 備考                                                           |
| *畝傍      | 300        | 高市郡八木町（現・橿原市）                              |                                     | （1913年5月）  | 前所有者：関西水力電気 1938年12月廃止                          |

上記発電所は、1930年3月に東邦電力から合同電気へ譲渡されている（1937年3月合併により復帰）。

### 京都府所在
| 水力発電所 | 水力発電所   | 水力発電所                                              | 水力発電所                          | 水力発電所     | 水力発電所                                                 |
| 発電所名   | 出力         | 所在地・河川名                                          | 所在地・河川名                      | 運転開始       | 備考                                                       |
| ---------- | ------------ | ------------------------------------------------------- | ----------------------------------- | -------------- | ---------------------------------------------------------- |
| 木津川     | 1,007 →1,000 | 相楽郡笠置村（現・笠置町） （河川名：淀川水系木津川）   | 北緯34度45分54秒 東経135度58分9秒   | 1928年10月     | 1938年8月出力変更 現・関電相楽発電所                       |
| 笠置       | 900          | 相楽郡笠置村（現・笠置町） （河川名：淀川水系布目川）   | 北緯34度45分38秒 東経135度57分9.5秒 | （1908年11月） | 前所有者：関西水力電気 現・関電布目川発電所                |
| 和束川     | 185 →190     | 相楽郡西和束村（現・和束町） （河川名：淀川水系和束川） |                                     | （1920年6月）  | 前所有者：山城水力電気 1938年8月出力変更 （1957年1月廃止） |
| 火力発電所 |              |                                                         |                                     |                |                                                            |
| 発電所名   | 出力         | 所在地                                                  | 所在地                              | 運転開始       | 備考                                                       |
| *上狛      | 1,500        | 相楽郡上狛町（現・木津川市）                            |                                     | （不詳）       | 前所有者：関西水力電気 1938年12月廃止                      |

上記発電所は、1930年3月に東邦電力から合同電気へ譲渡されている（1937年3月合併により復帰）。

### 和歌山県所在
| 水力発電所 | 水力発電所 | 水力発電所                                                  | 水力発電所                             | 水力発電所     | 水力発電所                                                     |
| 発電所名   | 出力       | 所在地・河川名                                              | 所在地・河川名                         | 運転開始       | 備考                                                           |
| ---------- | ---------- | ----------------------------------------------------------- | -------------------------------------- | -------------- | -------------------------------------------------------------- |
| 柳瀬       | 1,800      | 日高郡下山路村（現・田辺市） （河川名：日高川）             | 北緯33度52分57.5秒 東経135度27分32.5秒 | （1919年12月） | 前所有者：合同電気 現・関電柳瀬発電所                          |
| 甲斐川     | 1,150      | 日高郡下山路村（現・田辺市） （河川名：日高川）             | 北緯33度54分34.5秒 東経135度26分19.5秒 | （1925年8月）  | 前所有者：合同電気 現・関電甲斐川発電所                        |
| 五味       | 1,400      | 日高郡下山路村（現・田辺市） （河川名：日高川）             |                                        | （1929年3月）  | 前所有者：合同電気                                             |
| 越方       | 2,000      | 日高郡川上村（現・日高川町） （河川名：日高川）             | 北緯33度58分2秒 東経135度21分35秒      | （1907年9月）  | 前所有者：合同電気 現・関電越方発電所                          |
| 高津尾     | 4,500      | 日高郡船着村（現・日高川町） （河川名：日高川）             | 北緯33度57分29.2秒 東経135度17分51.1秒 | （1918年4月）  | 前所有者：合同電気                                             |
| 船津       | 750        | 日高郡船着村（現・日高川町） （河川名：日高川）             | 北緯33度57分10.5秒 東経135度16分58秒   | （1923年7月）  | 前所有者：合同電気 現・関電船津発電所                          |
| 川中口     | 120        | 西牟婁郡上秋津村（現・田辺市） （河川名：会津川水系秋津川） |                                        | （1918年7月）  | 前所有者：周参見水力電気                                       |
| 上戸川     | 50         | 西牟婁郡周参見村（現・すさみ町） （河川名：周参見川）       |                                        | （1920年9月）  | 前所有者：周参見水力電気 （1976年6月廃止）                     |
| 火力発電所 |            |                                                             |                                        |                |                                                                |
| 発電所名   | 出力       | 所在地                                                      | 所在地                                 | 運転開始       | 備考                                                           |
| 琴ノ浦     | 16,350     | 和歌山市毛見                                                | 北緯34度9分30.0秒 東経135度11分18.0秒  | （1922年12月） | 前所有者：合同電気 1942年4月日本発送電へ出資 （1959年3月廃止） |
| *手平      | 1,300      | 海草郡宮前村（現・和歌山市）                                |                                        | （1912年10月） | 前所有者：合同電気 1938年12月廃止                              |
| *御坊第二  | 1,250      | 日高郡御坊町（現・御坊市）                                  |                                        | （1922年）     | 前所有者：合同電気 1938年12月廃止                              |

### 兵庫県所在
| 火力発電所 | 火力発電所 | 火力発電所   | 火力発電所 | 火力発電所    | 火力発電所                           |
| 発電所名   | 出力       | 所在地       | 所在地     | 運転開始      | 備考                                 |
| ---------- | ---------- | ------------ | ---------- | ------------- | ------------------------------------ |
| 洲本       | 3,500      | 洲本市宇山町 |            | （1923年4月） | 前所有者：合同電気 （1950年2月廃止） |

## 中国・四国地方
中国地方では山口県、四国地方では徳島県にて発電所を運転した。

### 徳島県所在
| 水力発電所 | 水力発電所 | 水力発電所                                                      | 水力発電所                         | 水力発電所    | 水力発電所                                                       |
| 発電所名   | 出力       | 所在地・河川名                                                  | 所在地・河川名                     | 運転開始      | 備考                                                             |
| ---------- | ---------- | --------------------------------------------------------------- | ---------------------------------- | ------------- | ---------------------------------------------------------------- |
| 桜谷第一   | 700        | 那賀郡宮浜村（現・那賀町） （河川名：那賀川）                   |                                    | （1910年）    | 前所有者：合同電気                                               |
| 桜谷第二   | 1,200      | 那賀郡宮浜村（現・那賀町） （河川名：那賀川）                   |                                    | （1922年7月） | 前所有者：合同電気                                               |
| 神通       | 400        | 名西郡上分上山村（現・神山町） （河川名：吉野川水系神通谷川）   |                                    | （1918年8月） | 前所有者：合同電気                                               |
| 神領       | 222        | 名西郡神領村（現・神山町） （河川名：吉野川水系野間谷川）       |                                    | （1921年2月） | 前所有者：合同電気                                               |
| 府能       | 300        | 名東郡佐那河内村 （河川名：吉野川水系園瀬川）                   |                                    | （1922年1月） | 前所有者：合同電気                                               |
| 祖谷       | 5,380      | 美馬郡東祖谷山村（現・三好市） （河川名：吉野川水系祖谷川ほか） | 北緯33度51分34秒 東経133度53分56秒 | （1923年4月） | 前所有者：合同電気 1941年10月日本発送電へ出資 現・四電祖谷発電所 |
| 火力発電所 |            |                                                                 |                                    |               |                                                                  |
| 発電所名   | 出力       | 所在地                                                          | 所在地                             | 運転開始      | 備考                                                             |
| *小松島    | 1,000      | 勝浦郡小松島町（現・小松島市）                                  |                                    | （1922年）    | 前所有者：合同電気 1940年廃止                                    |
| 徳島火力   | 10,000     | 勝浦郡小松島町（現・小松島市）                                  |                                    | （1931年2月） | 前所有者：合同電気 1942年4月日本発送電へ出資                     |

### 山口県所在
| 火力発電所 | 火力発電所           | 火力発電所                 | 火力発電所                            | 火力発電所    | 火力発電所                                                                               |
| 発電所名   | 出力                 | 所在地                     | 所在地                                | 運転開始      | 備考                                                                                     |
| ---------- | -------------------- | -------------------------- | ------------------------------------- | ------------- | ---------------------------------------------------------------------------------------- |
| 下関       | 2,050                | 下関市竹崎町               |                                       | （1910年5月） | 前所有者：九州電灯鉄道 1933年5月山口県電気局へ譲渡                                       |
| 前田       | 5,000 →9,000 →13,300 | 豊浦郡長府町（現・下関市） | 北緯33度58分18.0秒 東経130度58分4.0秒 | （1921年7月） | 前所有者：九州電灯鉄道 1926年1月2号機増設 1932年3月3号機増設 1933年5月山口県電気局へ譲渡 |

## 九州地方
九州地方では、福岡県・佐賀県・長崎県にて発電所を運転した。

### 福岡県所在
| 火力発電所 | 火力発電所 | 火力発電所                   | 火力発電所                             | 火力発電所    | 火力発電所                                                                                     |
| 発電所名   | 出力       | 所在地                       | 所在地                                 | 運転開始      | 備考                                                                                           |
| ---------- | ---------- | ---------------------------- | -------------------------------------- | ------------- | ---------------------------------------------------------------------------------------------- |
| *住吉      | 4,000      | 福岡市大字住吉               |                                        | （1908年9月） | 前所有者：九州電灯鉄道 1938年12月廃止                                                          |
| 名島       | 46,000     | 糟屋郡多々良村（現・福岡市） | 北緯33度38分40.0秒 東経130度25分29.0秒 | （1920年4月） | 前所有者：九州電灯鉄道 出力は1938年11月以降のもの 1939年4月日本発送電へ出資 （1960年12月廃止） |

### 佐賀県所在
| 水力発電所 | 水力発電所   | 水力発電所                                                | 水力発電所                            | 水力発電所     | 水力発電所                                                                                     |
| 発電所名   | 出力         | 所在地・河川名                                            | 所在地・河川名                        | 運転開始       | 備考                                                                                           |
| ---------- | ------------ | --------------------------------------------------------- | ------------------------------------- | -------------- | ---------------------------------------------------------------------------------------------- |
| 広滝       | 1,500        | 神埼郡脊振村（現・神埼市） （河川名：筑後川水系城原川）   | 北緯33度21分54.3秒 東経130度21分02秒  | （1908年10月） | 前所有者：九州電灯鉄道 1942年4月日本発送電へ出資 現・九電広滝第一発電所                        |
| 広滝第二   | 1,000        | 神埼郡仁比山村（現・神埼市） （河川名：筑後川水系城原川） | 北緯33度21分21秒 東経130度21分41秒    | 1931年11月     | 1942年4月日本発送電へ出資 現・九電広滝第二発電所                                               |
| 川上川第四 | 1,100        | 佐賀郡小関村（現・佐賀市） （河川名：嘉瀬川〈川上川〉）   | 北緯33度24分26.2秒 東経130度12分51秒  | 1923年5月      | 1942年4月日本発送電へ出資                                                                      |
| 川上川第三 | 1,450        | 小城郡南山村（現・佐賀市） （河川名：嘉瀬川〈川上川〉）   | 北緯33度23分29.5秒 東経130度13分7.8秒 | 1922年8月      | 1942年4月日本発送電へ出資                                                                      |
| 川上川第二 | 1,600 →2,200 | 佐賀郡小関村（現・佐賀市） （河川名：嘉瀬川〈川上川〉）   | 北緯33度22分22秒 東経130度12分35.5秒  | （1914年5月）  | 前所有者：九州電灯鉄道 1927年までに出力変更 1942年4月日本発送電へ出資 現・九電川上川第二発電所 |
| 川上川     | 900          | 佐賀郡小関村（現・佐賀市） （河川名：嘉瀬川〈川上川〉）   |                                       | （1910年12月） | 前所有者：九州電灯鉄道 1942年4月日本発送電へ出資 （1953年12月廃止）                            |
| 川上川第一 | 6,600 →8,400 | 小城郡南山村（現・佐賀市） （河川名：嘉瀬川〈川上川〉）   | 北緯33度20分52秒 東経130度14分52秒    | （1917年6月）  | 前所有者：九州電灯鉄道 1929年出力変更 1942年4月日本発送電へ出資 現・九電川上川第一発電所       |
| 川上川第五 | 2,400        | 佐賀郡松梅村（現・佐賀市） （河川名：嘉瀬川〈川上川〉）   | 北緯33度19分52.5秒 東経130度15分58秒  | 1928年10月     | 1942年4月日本発送電へ出資 現・九電川上川第五発電所                                             |
| 岩屋川     | 170          | 藤津郡嬉野町（現・嬉野市） （河川名：塩田川水系岩屋川）   | 北緯33度3分37.3秒 東経129度59分6.2秒  | （1915年9月）  | 前所有者：肥前電気 現・九電岩屋川発電所                                                        |
| 玉島       | 2,000        | 東松浦郡七山村（現・唐津市） （河川名：玉島川）           | 北緯33度26分30.3秒 東経130度4分53.6秒 | 1930年11月     | 現・九電玉島発電所                                                                             |
| 平原       | 31           | 東松浦郡七山村（現・唐津市） （河川名：玉島川水系小川）   |                                       | （1922年4月）  | 前所有者：玉島水電 （1969年3月廃止）                                                           |
| 厳木       | 5,230        | 東松浦郡厳木村（現・唐津市） （河川名：松浦川水系厳木川） | 北緯33度19分35.8秒 東経130度5分47.7秒 | 1930年12月     | 現・九電厳木発電所                                                                             |
| 有浦川     | 60           | 東松浦郡切木村（現・玄海町） （河川名：有浦川）           |                                       | （1921年6月）  | 前所有者：有浦電気 （1992年3月廃止）                                                           |

### 長崎県所在
| 火力発電所 | 火力発電所     | 火力発電所     | 火力発電所                             | 火力発電所 | 火力発電所                                   |
| 発電所名   | 出力           | 所在地         | 所在地                                 | 運転開始   | 備考                                         |
| ---------- | -------------- | -------------- | -------------------------------------- | ---------- | -------------------------------------------- |
| 長崎       | 4,000 →3,000   | 長崎市旭町     |                                        | （1913年） | 前所有者：九州電灯鉄道 （1945年廃止）        |
| 相浦       | 34,500 →64,500 | 佐世保市畑中免 | 北緯33度12分17.5秒 東経129度38分56.0秒 | 1939年12月 | 1940年3月2号機増設 1942年4月日本発送電へ出資 |

## 備考

### 電力国家管理に伴う処置
1938年（昭和13年）4月、政府による発送電事業の管理を規定した「電力管理法」と、発送電事業を実際に担う国策会社日本発送電について規定した「日本発送電株式会社法」ほか2法が公布された。民間の電気事業者が日本発送電へ出資すべき設備の範囲は主要な発電・送電・変電設備と決定され（うち発電所は出力1万キロワット超の火力発電設備とされた）、同年11月に全国33の事業者に対して設備出資命令が下った。東邦電力も出資命令受命者の1つであり、発電所では2か所の火力発電所（名古屋・名島）の出資を求められ、翌1939年（昭和14年）4月1日の日本発送電設立と同時に設備出資を実施した。
1941年（昭和16年）4月に日本発送電への設備出資範囲が拡大されたのに伴い、同年5月（第1次）と8月（第2次）の2度に分けて全国の事業者に日本発送電への設備追加出資命令が下った。東邦電力は第1次・第2次の両方でその受命者となっており、発電所については第1次では水力10か所（八百津・八百津放水口・下原・金山・七宗・名倉・上麻生・川辺・平瀬・祖谷）と火力1か所（相浦）、第2次では水力19か所（西渡・土場・豊岡・気田・豊根・明知川・小原・百月・阿摺・洞戸・金原・川上川第一・川上川第二・川上川第三・川上川第四・川上川第五・川上川・広滝・広滝第二）と火力2か所（琴ノ浦・徳島）が出資対象となった。第1次出資分は1941年10月1日付、第2次出資分は1942年（昭和17年）4月1日付でそれぞれ日本発送電へ出資された。
1941年8月、残る配電事業にも国家統制を及ぼす「配電統制令」が公布され、地域別の国策配電会社の新設が決定した。この配電統制実施により東邦電力の配電事業は中部・関西・四国・九州の4地域に分割されることとなり、1942年4月1日付で中部配電・関西配電・四国配電・九州配電の4社へと設備を出資、事業が消滅したとして同時に解散した。この際、発電所は中部配電へ水力45か所・火力6か所、関西配電へ水力13か所・火力1か所、四国配電へ水力5か所、九州配電へ水力5か所・火力1か所がそれぞれ引き継がれている。

### 発電所に関する年表
会社に関する基本的な事項は東邦電力#年表を参照。

#### 1920年代
- 1921年（大正10年）
  - 10月 - 関西水力電気（奈良市）と名古屋電灯（名古屋市）が合併し、関西電気株式会社成立[58]。
    - この合併に先立ち、名古屋電灯は豊橋電気・岐阜電気・板取川電気・尾北電気・美濃電化肥料を合併。
- 1922年（大正11年）
  - 2月 - 横川発電所（水力・愛知県）運転開始[1]。天竜川水力電気を合併し、豊根発電所を継承[59]。
  - 3月 - 山城水力電気を合併し、和束川発電所を継承[59]。
  - 5月 - 九州電灯鉄道（福岡市）を合併[60]。
  - 5月 - 北勢電気を合併し[59]、千草・八知・北条・大井発電所を継承[59][25]。愛岐電気興業を合併し、玉野発電所を継承[59]。時水力電気を合併し[59]、時発電所を継承[14]。八幡水力電気を合併し[59]、八幡発電所を継承[14]。
  - 6月 - 関西電気は東邦電力株式会社へ社名変更[61]。
  - 6月 - 飛騨川に水利権を持つ岐阜電力を傘下に収める[62]。
  - 8月 - 川上川第三発電所（水力・佐賀県）運転開始[52]。
- 1923年（大正12年）
  - 1月 - 竹原発電所（水力・三重県）運転開始[25]。
  - 5月 - 川上川第四発電所（水力・佐賀県）運転開始[52]。
- 1925年（大正14年）
  - 5月 - 引佐電力より鎮玉・都田両発電所（水力・静岡県）を譲り受ける[13]。
  - 11月	- 名古屋火力発電所（愛知県）運転開始[1]。岐阜電力により七宗発電所（水力・岐阜県）運転開始[62]。
- 1926年（大正15年）
  - 9月 - 岐阜電力を合併[62]。
  - 11月 - 旧岐阜電力が着工した上麻生発電所（水力・岐阜県）運転開始[62]。新たに岐阜電力（第二岐阜電力）を設立[62]。
  - 11月 - 旧引佐電力より買収した鎮玉・都田両発電所を都田水電へ譲渡[13]。
- 1928年（昭和3年）
  - 10月 - 木津川発電所（水力・京都府）運転開始[28]。川上川第五発電所（水力・佐賀県）運転開始[52]。
- 1929年（昭和4年）
  - 10月 - 第二岐阜電力により金山発電所（水力・岐阜県）運転開始[62]。これを東邦電力が譲り受ける[62]。
  - 12月 - 日本毛織岐阜工場発電所廃止[24]。

#### 1930年代
- 1930年（昭和5年）
  - 5月 - 四日市・奈良両支店区域を合同電気へ譲渡し、水力発電所9か所（千草・竹原・八知・室生・白砂・初瀬・木津川・笠置・和束川）および火力発電所4か所（北条・大井・畝傍・上狛）を同社へ移管[27]。
  - 8月 - 豊橋営業所区域を中部電力（岡崎）へ譲渡し、水力発電所4か所（布里・横川・長篠・豊根）を同社へ移管[8]。
  - 11月 - 玉島発電所（水力・佐賀県）運転開始[52]。
  - 12月 - 厳木発電所（水力・佐賀県）運転開始[52]。
- 1931年（昭和6年）
  - 11月 - 玉島水電より事業を譲り受け[63]、平原発電所を継承[52]。
  - 11月 - 広滝第二発電所（水力・佐賀県）運転開始[52]。
- 1932年（昭和7年）
  - 8月 - 合同電気により八知発電所廃止[26]。
  - 11月 - 合同電気により初瀬発電所廃止[26]。
- 1933年（昭和8年）
  - 5月 - 下関支店区域を山口県電気局へ譲渡し、下関・前田両火力発電所を県へ移管[64]。
- 1935年（昭和10年）
  - 5月 - 八幡発電所廃止[14]。
  - 6月 - 抜戸発電所廃止[14]。
  - 7月 - 美佐野発電所廃止[20]。
- 1936年（昭和11年）
  - 6月 - 時発電所廃止[23]。
  - 11月 - 名倉発電所（水力・岐阜県）運転開始[14]。
- 1937年（昭和12年）
  - 3月 - 合同電気を合併し、水力発電所31か所および火力発電所11か所を継承[65]。ただし北条発電所は廃止[25]。
  - 8月 - 中部電力（岡崎）を合併し、水力発電所19か所および火力発電所1か所を継承[8]。
  - 10月 - 周参見水力電気より事業を譲り受け[66]、川中口・上戸川両発電所を継承[28]。肥前電気より事業を譲り受け[66]、岩屋川発電所を継承[52]。
  - 12月 - 川辺発電所（水力・岐阜県）運転開始[14]。
  - 12月 - 富野水力電気より事業を譲り受け[66]、富野発電所を継承[14]。
- 1938年（昭和13年）
  - 2月 - 豊岡発電所（水力・静岡県）運転開始[9]。
  - 3月 - 土場発電所（水力・静岡県）運転開始[10]。
  - 3月 - 三濃電気より事業を譲り受け[66]、三濃発電所を継承[14]。
  - 4月 - 小原電灯より事業を譲り受け[66]、北篠平発電所を継承[1]。
  - 5月 - 氷坂電気より事業を譲り受け[66]、氷坂・津保川両発電所を継承[14]。
  - 6月 - 東洋紡績知多工場発電所廃止[7]。
  - 8月 - 多治見営業所区域を中部合同電気へ譲渡し[67]、水力発電所5か所（土岐川・小里川第一・同第二・同第三・同第四）を同社へ移管[14]。
  - 8月 - 十社電気より事業を譲り受け[66]、十社第一・十社第二両発電所を継承[25]。
  - 12月 - 下原発電所（水力・岐阜県）運転開始[14]。相浦発電所（火力・長崎県）運転開始[50]。
  - 12月 - 白鳥電気より事業を譲り受け[66]、牛道川・上山両発電所を継承[14]。馬野川水電より事業を譲り受け[66]、馬野川発電所を継承[25]。
  - 12月 - 火力発電所6か所（大井・畝傍・上狛・手平・御坊第二・住吉）を廃止[7]。
- 1939年（昭和14年）
  - 2月 - 濃飛電力より事業を譲り受け[66]、佐見川第一・佐見川第二両発電所を継承[14]。
  - 4月 - 日本発送電へ火力発電所2か所（名古屋・名島）を出資[55]。
  - 4月 - 和良水力電気より事業を譲り受け[66]、和良川発電所を継承[14]。
  - 5月 - 旭電気より事業を譲り受け[66]、小渡発電所を継承[1]。
  - 6月 - 乙川電力より事業を譲り受け[66]、乙川発電所を継承[1]。市場水力電気より事業を譲り受け[66]、市場発電所を継承[14]。
  - 7月 - 介木電灯より事業を譲り受け[66]、万根発電所を継承[1]。
  - 11月 - 上之保電気より事業を譲り受け[66]、棚井・松本両発電所を継承[14]。

#### 1940年代
- 1940年（昭和15年）
  - 年内 - 小松島発電所廃止[43]。
  - 7月 - 洞戸発電所（水力・岐阜県）運転開始[14]。
  - 8月 - 有浦電気より事業を譲り受け[66]、有浦川発電所を継承[52]。
- 1941年（昭和16年）
  - 1月 - 三濃・佐見川第一両発電所廃止[14]。
  - 4月 - 篠島電気・知多湾電気より事業を譲り受け[66]、火力発電所3か所（篠島・佐久島・日間賀島）を継承[1]。
  - 10月 - 日本発送電へ水力発電所10か所（八百津・八百津放水口・下原・金山・七宗・名倉・上麻生・川辺・平瀬・祖谷）と火力発電所1か所（相浦）を追加出資[4]。
- 1942年（昭和17年）
  - 4月 - 日本発送電へ水力発電所19か所（西渡・土場・豊岡・気田・豊根・明知川・小原・百月・阿摺・洞戸・金原・川上川第一・川上川第二・川上川第三・川上川第四・川上川第五・川上川・広滝・広滝第二）と火力発電所2か所（琴ノ浦・徳島）を追加出資[4]。
  - 4月 - 残る水力発電所68か所・火力発電所8か所を配電会社4社へ出資。内訳は中部配電に水力45か所・火力6か所、関西配電に水力13か所・火力1か所、四国配電に水力5か所、九州配電に水力5か所・火力1か所[56]。
  - 4月 - 上記5社への設備出資をもって会社解散[57]。